# Dobřichov
Dobřichov è un comune della Repubblica Ceca facente parte del distretto di Kolín, in Boemia Centrale.

## Monumenti e luoghi d'interesse
- Chiesa della Santissima Trinità